# Sagan om Valhalla
Sagan om Valhalla är en skönlitterär serie som utspelar sig under bronsåldern. Bokserien är skriven av prisbelönta journalisten Johanne Hildebrandt. Den består av Freja - Sagan om Valhalla (2002), Idun - Sagan om Valhalla (2003), Saga från Valhalla (2004), Sigrid (2014) och Estrid (2016). Alla delarna är fristående.
Johanne Hildebrandt har låtit sig inspireras av den nordiska mytologin när hon skrev böckerna om Freja, men de är inte tänkta att vara någon korrekt återgivning av den historiska mytologin. Hon har istället, utifrån teorier och spekulationer kring mytologin, försökt skapa ett realistiskt sammanhängande skeende.  
Böckerna är utgivna av förlaget Forum.

## Böcker

### Freja - Sagan om Valhalla(2002)
Freja - Sagan om Valhalla är den första delen.

#### Handling
Freja bor på ön Vanaheim i Östersjön någon gång under bronsåldern. Freja är en ung prästinna till mångudinnan men även dotter till Vanaheims drottning. Allt är frid och fröjd tills hövdingen av Hallunda plötsligt dyker upp och berättar att hans land anfallits av ett krigiskt folkslag, asarna, som bränner och plundrar på fastlandet. Freja och två andra prästinnor skickas för att mäkla fred mellan folkslagen. Men det hela misslyckas och kriget är ett faktum. Freja är hämndlysten efter att asarna dödat hennes moster. Men så händer det otroliga, Freja räddar asarnas hövdingson Tor och kärlek uppstår mellan dem.

### Idun - Sagan om Valhalla(2003)
Idun - Sagan om Valhalla är den andra delen.

#### Handling
Många år har gått sedan kriget mellan asar och vaner och Freja lever med sin dotter Idun i landet Alfheim. Kaos råder i världen och en fruktansvärd epidemi sprider sig. I Vanaheim dör Frejas mor drottning Åse av sjukdomen. Asarna drabbas också av olycka och deras hövding blir kidnappad av fienden. När prästen Frej är döende bestämmer sig Tor för att föra honom till Alfheim. Väl i Alfheim möter han för första gången sin och Frejas dotter Idun. Han tror att Freja kan hjälpa asarna att stoppa epidemin som plågar landet, men Freja vägrar. Idun blir kär i asahjälten Brage och följer med tillbaka till asarnas land. För att få tillbaka sin dotter och sina magiska krafter måste Freja därför hitta dödsgudinnan Hels halsband Brisingamen.

### Saga från Valhalla(2004)
Saga från Valhalla är tredje delen i Sagan om Valhalla. 
Den bygger på den fornnordiska myten om fimbulvintern.
Mörkermakterna samlas för att sluta sig om människornas sista utposter och krossa dem. I Alfheim råder missämja. Ända sedan vanaheimsborna flydde dit undan svartsoten har trätan mellan vaner och alfheimsbor förgiftat livet. Mord och mordbrand, kvinna mot kvinna. Vi får ännu en gång knyta bekantskap med Freja och Tor. Dessa två människor som blev våra gudar är gamla nu, men minnet av deras starka åtrå lever. Från två världar kom de och i deras möte skapades Idun. Berättelsen om dem, som både behöver och stöter bort varandra, får här sin självklara upplösning.
Men det är Saga, ättling till mäktiga drottningar och översteprästinnor, som står i centrum. Välsignad av gudinnorna är hon bärare av den starka tradition av kvinnor som var bronsåldern. När Vanaheim hemsöks av den stora kölden är det Saga som i Frejas efterföljd bär framtiden i sin famn. Nu är det Saga, Frejas dotterdotter, som håller i domarstaven och leder tinget där konflikterna och trätorna ska lösas.

### Sigrid - Sagan om Valhalla(2014)
Fjärde delen i Sagan om Valhalla.

#### Handling
Med Sigrid väver Johanne Hildebrandt en magnifik saga byggd på Sigrid Storrådas liv, den drottning som format Nordens historia. Följ med till 900-talets sagotid när sägenomspunna kungar och drottningar härskar, blodiga krig står mellan vikingar och kristna och gudinnorna vandrar bland de dödliga. Sigrids far vill gifta bort henne med Erik, Svitjods kung, för att säkra den fred som slutits mellan götar och svear. Först när Freja, den främsta av Valhallas gudinnor, lovar henne ett barn som ska rädda Norden från kristendomen går hon med på giftermålet. Snart inser hon att Freja kräver mer av henne än hon kan ge.

### Estrid - Sagan om Valhalla (2016)
Femte delen i Sagan om Valhalla 

#### Handling
Kärlekshistorien mellan vikingatidens mest mytomspunna drottning och kung: Sigrid Storråda och Svend Tveskägg fortsätter. Följ med till 900-talets vikingatid då Norden föds ur legendariska kungars strider, och Valhallas gudar ännu står starka mot de kristna. Två barn kan rädda världen från att störta ner i krig och kaos men striden om deras liv och själar är hård, och bara med makternas hjälp kan de överleva.